# Alif Dhaal

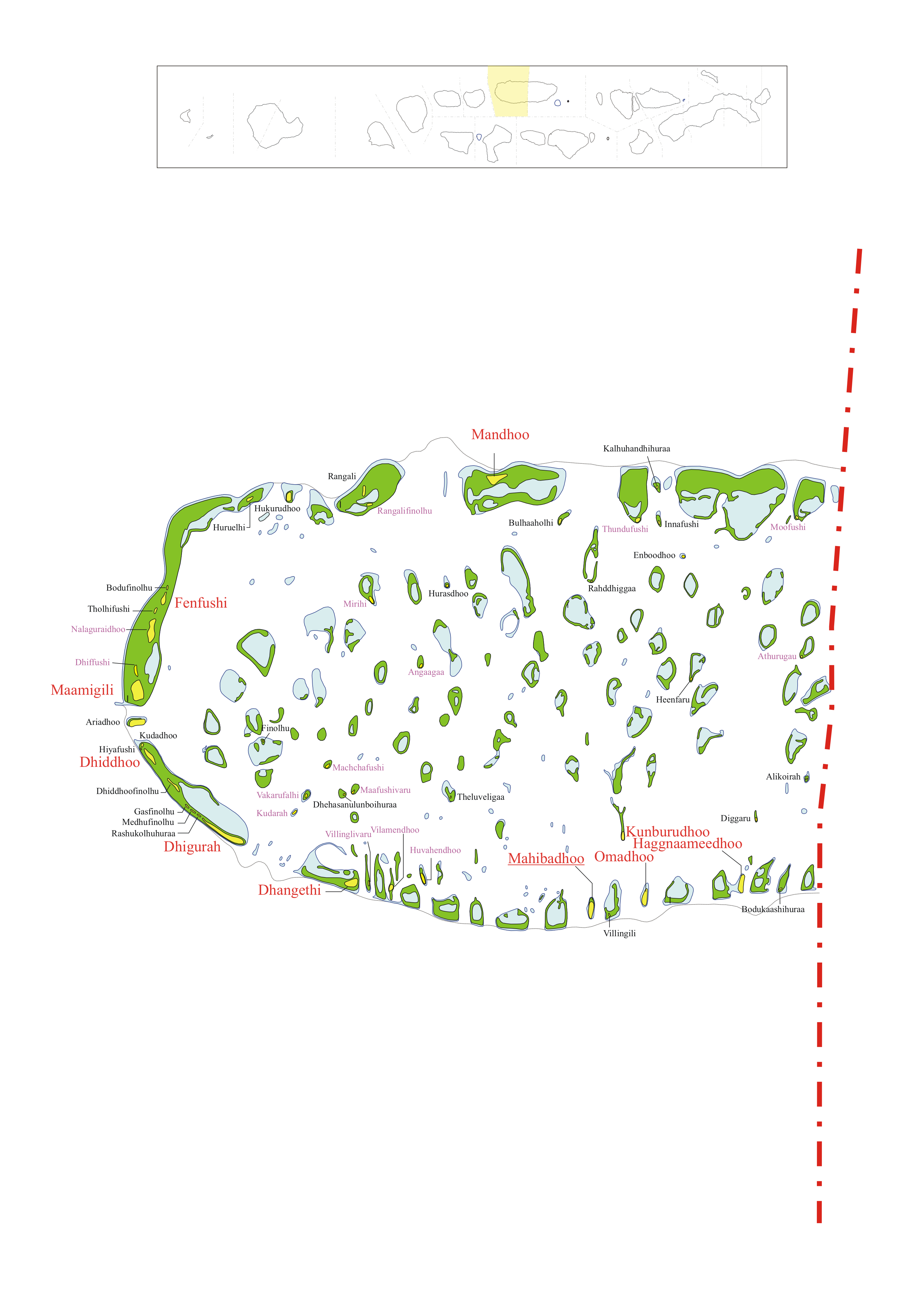
Alif Dhaal

Alif Dhaal (angl. Alif Dhaal nebo Alifu Dhaalu) je administrativní jednotka na Maledivách. Hlavní město atolu je Mahibadhoo. Skládá se ze 49 ostrovů, z toho 10 je obydlených. Počet obyvatel je 8 835. Atol řídí Abdulla Jameel. Tato jednotka se rozkládá na jižní polovině přírodního atolu Ari.

## Obydlené ostrovy
- Dhangethi
- Dhiddhoo
- Dhigurah
- Fenfushi
- Haggnaameedhoo
- Kunburudhoo
- Maamingili
- Mahibadhoo
- Mandhoo
- Omadhoo

## Neobydlené ostrovy
Alikoirah, Angaagaa, Ariadhoo, Athurugau, Bodufinolhu, Bodukaashihuraa, Bulhaaholhi, Dhehasanulunboihuraa, Dhiddhoofinolhu, Dhiffushi, Dhiggaru, Enboodhoo, Finolhu, Gasfinolhu, Heenfaru, Hiyafushi, Hukurudhoo, Hurasdhoo, Huruelhi, Huvahendhoo, Innafushi, Kalhuhandhihuraa, Kudadhoo, Kudarah, Maafushivaru, Machchafushi,Medhufinolhu, Mirihi, Moofushi, Nalaguraidhoo, Rahddhiggaa, Rangali, Rangalifinolhu, Rashukolhuhuraa, Theluveligaa, Tholhifushi, Thundufushi, Vakarufalhi, Vilamendhoo, Villingili, Villinglivaru